# محوطه مبارزین
محوطه مبارزین مربوط به دوران‌های تاریخی پس از اسلام است و در شهرستان درمیان، روستای طبس مسینا واقع شده و این اثر در تاریخ ۱۹ اسفند ۱۳۸۰ با شمارهٔ ثبت ۴۹۰۵ به‌عنوان یکی از آثار ملی ایران به ثبت رسیده است.